# Mahamane Traoré
Mahamane El-Hadji Traoré (Bamako, Malí, 31 de agosto de 1988) es un futbolista maliense aunque desarrolló toda su carrera deportiva en Francia. Actualmente se desempeña como centrocampista en el FC Žalgiris de la A Lyga.
Ha sido internacional en 28 ocasiones con la selección de fútbol de Malí, disputando las Copas de África de 2010, 2012 y 2013.

## Clubes
| Club        | País     | Año           |
| ----------- | -------- | ------------- |
| OGC Niza    | Francia  | 2006-2010     |
| FC Metz     | Francia  | 2010-2012     |
| OGC Niza    | Francia  | 2012-2016     |
| FC Žalgiris | Lituania | 2017-presente |